# Angustibracon leptogaster
Angustibracon leptogaster är en stekelart som först beskrevs av Cameron 1899.  Angustibracon leptogaster ingår i släktet Angustibracon och familjen bracksteklar. Inga underarter finns listade i Catalogue of Life.